# Stefan Mecheels
Stefan Mecheels (* 23. Januar 1960 in Heilbronn) ist Präsident und Delegierter des Familienbeirates des Prüf- und Forschungsdienstleisters Hohenstein Laboratories. Bis Januar 2025 war er Leiter des international tätigen Familienunternehmens.

## Leben
Stefan Mecheels wurde am 23. Januar 1960 in Heilbronn geboren. Er studierte Maschinenbau und Betriebswirtschaftslehre an den Universitäten Stuttgart und Bamberg. In seiner Promotionsarbeit befasste er sich mit dem Technologietransfer der industriellen Gemeinschaftsforschung im Spannungsfeld zwischen Wissenschaft und Praxis. Nach mehreren Industriepraktika im In- und Ausland fing er als Assistent seines Vaters und Institutsleiters, Jürgen Mecheels, in den Hohenstein Laboratories an. 1995 übernahm er die Leitung und begann mit der internationalen Ausrichtung der Service- und Forschungsaktivitäten. 
Seit 2005 ist Stefan Mecheels Handelsrichter am Landgericht Heilbronn. Außerdem war er Mitglied in verschiedenen nationalen und internationalen Gremien, engagierte sich in der Kommunalpolitik, im RAL Präsidium und bei der IHK.
Anfang 2025 wechselte Stefan Mecheels aus der operativen Unternehmensführung von Hohenstein Laboratories in den Familienbeirat. Als Delegierter des Beirats bleibt er direkter Ansprechpartner für die Geschäftsführung von Hohenstein. Unterstützt wird er dabei von weiteren Familienmitgliedern sowie drei externen Unternehmerpersönlichkeiten.

## Ehrungen
2009 wurde er von der Pädagogischen Hochschule Freiburg zum Honorarprofessor ernannt.
2022 erhielt er das Bundesverdienstkreuz für sein Engagement.

## Veröffentlichungen (Auswahl)
- Technologietransfer im Spannungsfeld zwischen Wissenschaft und Praxis – Organisations- und Marketingaufgaben am Beispiel der industriellen Gemeinschaftsforschung von Textil- und Bekleidungsindustrie. Inauguraldissertation. Otto-Friedrich-Universität Bamberg, 1991.
- Marketing in der Bekleidungsindustrie – Kleidung, Mode und was man zukünftig darüber hinaus verkaufen muss! In: Jahrbuch der Bekleidungsindustrie 1996. 06/1996.
- Was den zukünftigen Erfolg der deutschen Bekleidungsindustrie ausmacht. In: Jahrbuch der Bekleidungsindustrie 1997. 11/1996, S. 13–29.
- Virtual Reality – Die technologische Revolution in der Bekleidungsbranche. In: Jahrbuch der Bekleidungsindustrie 1998. 12/1997, S. 11–34.
- UV-Schutzbekleidung – Marktchancen an der Schnittstelle zwischen Textiltechnik und Medizin. In: Jahrbuch für die Bekleidungsindustrie 1999. S. 235–249.
- mit Karl-Heinz Umbach: Funktionsbekleidung – Wie man Tragekomfort gezielt konstruiert und vermarktet. In: Jahrbuch für die Bekleidungswirtschaft 2000. 01/2000, S. 24–43.
- mit Petra Knecht (Hrsg.): Erfolgreiches Beziehungsmarketing in der textilen Kette. 2000, ISBN 3-87150-631-1.
- mit A. Seidl, G. Wauer und W. Bruder (Hrsg.): Zukunft Maßkonfektion. 2001, ISBN 3-87150-721-0.
- mit Martin Rupp, Elfriede Strohhäcker und Anke Rissiek: Optimierung der visuellen Kommunikation – Umsetzungsschritte auf dem Weg zu einem grafischen Esperanto für die Bekleidungsindustrie. In: Jahrbuch für die Bekleidungswirtschaft 2002. 02/2002, S. 29–39.
- Märkte und Marktpotenziale der Textilforschung. Argumente – Daten – Fakten. Hohensteiner Sonderausgabe „Innovation + Service“; Nr. 56; 06/2002.
- Probleme und Herausforderungen der anwendungsnahen Forschung in Baden-Württemberg. Sonderdruck des BPI Hohenstein e.V.; 29. April 2003.
- mit Elfriede Strohhäcker: Wissensdatenb@nk und Diagnosesystem für die Bekleidungsindustrie. In: Jahrbuch für die Bekleidungswirtschaft 2004. 05/2004.
- mit Dirk Hoefer: Textilien, Hautflora und Geruch oder „Wie wirken antimikrobiell ausgerüstete Textilien auf Hautkeime?“ Sonderveröffentlichung Nr. 62 „Forschung und Innovation“ der Hohensteiner Institute; 11/2004
- mit Bernhard Schroth, Christof Breckenfelder: Smart Clothes. Report Hohensteiner Institute; 11/2004
- mit Josef Kurz (Hrsg.): Kulturgeschichte der häuslichen Wäschepflege. 2006 ISBN 3-89904-248-4.
- mit Josef Kurz (Hrsg.): Französische Wäsche und deutsche Textilreinigung. 2007, ISBN 978-3-89904-286-3.
- mit Josef Kurz (Hrsg.): Die technische Evolution der Dampfwäscherei. 2007, ISBN 978-3-89904-291-7.
- mit Josef Kurz (Hrsg.): Kulturgeschichte der Professionellen Textilpflege. 2008, ISBN 978-3-89904-314-3.
- mit Josef Kurz (Hrsg.): Textile Welt – Die Erfolgsgeschichte der Hohensteiner Institute. 2008, ISBN 978-3-9812485-0-0.
- mit Herbert Vogler und Josef Kurz: Kultur- und Industriegeschichte der Textilien. ISBN 978-3-9812485-3-1.
- mit Herbert Vogler und Josef Kurz: Handwerkliche Webschulen und praxisnahe Hochschulen. ISBN 978-3-943868-01-2.